# مدال آلوار آلتو
مدال آلوار آلتو در سال ۱۹۶۷ توسط موزهٔ معماری فنلاند، انجمن معماران فنلاندی، به افتخار آلوار آلتو پایه‌گذاری شد و از آن زمان به بعد به‌طور متناوب اعطا شده‌است. این جایزه هر چند سال یک بار به معمارانی که سهمی در معماری خلاق دارند تعلق می‌گیرد و آخرین بار در سال ۲۰۱۷ اهدا شد.

## دریافت‌کنندگان مدال آلوار آلتو
| سال  | دریافت‌کننده        | کشور                |
| ۱۹۶۷ | آلوار آلتو         | فنلاند              |
| ۱۹۷۳ | هاکان آلبرگ        | سوئد                |
| ۱۹۷۷ | جیمز استیرلینگ     | انگلستان            |
| ۱۹۸۲ | یورن اوتزان        | دانمارک             |
| ۱۹۸۵ | تادائو آندو        | ژاپن                |
| ۱۹۸۸ | آلوارو سیزا        | پرتغال              |
| ۱۹۹۲ | گلن مورکات         | استرالیا            |
| ۱۹۹۸ | استیون هال         | ایالات متحده آمریکا |
| ۲۰۰۳ | روخلیو سالمونا     | کلمبیا              |
| ۲۰۰۹ | تاینستون وندکونستن | دانمارک             |
| ۲۰۱۲ | پائولو دیوید       | پرتغال              |
| ۲۰۱۵ | فوئنسانتا نیئتو    | اسپانیا             |
| ۲۰۱۷ | ژانگ که            | چین                 |